# Xã Brewer, Quận Howard, Arkansas
Xã Brewer (tiếng Anh: Brewer Township) là một xã thuộc quận Howard, tiểu bang Arkansas, Hoa Kỳ. Năm 2010, dân số của xã này là 400 người.